# Суперкубок Гібралтару з футболу 2025
Суперкубок Гібралтару з футболу 2025 — 24-й розіграш турніру. Матч відбувся 17 серпня 2025 року між чемпіоном Гібралтару клубом Лінкольн Ред Імпс та володарем кубка Гібралтару клубом Бруно Мегпіс.
| Володар Суперкубка Гібралтару 2025  |
| ----------------------------------- |
|                                     |
| Лінкольн Ред Імпс Тринадцятий титул |

## Матч

### Деталі
| 17 серпня 2025 22:00 (EEST) |

| Лінкольн Ред Імпс                           | 3:0      | Бруно Мегпіс |
| ------------------------------------------- | -------- | ------------ |
| Гомес 21' Чиполіна 53' де Барр 90+6' (пен.) | Протокол |              |

| Європа Спортс Парк, Гібралтар Арбітр: Хосе Антоніо Діас Лоренте |